# Tấn Tương công
Tấn Tương công (chữ Hán: 晋襄公, cai trị: 627 TCN – 621 TCN), tên thật là Cơ Hoan (姬欢), là vị vua thứ 25 của nước Tấn - chư hầu nhà Chu trong lịch sử Trung Quốc.

## Thời trẻ
Tấn Tương công là con của Tấn Văn công – vua thứ 24 nước Tấn. Mẹ ông là Bức Cật, vợ thứ hai của Văn công, sinh ra ông khi Văn công còn là công tử Trùng Nhĩ nước Tấn.
Bức Cật mất khi Trùng Nhĩ đang trấn thủ đất Bồ thời Tấn Hiến công. Trong những năm Trùng Nhĩ lưu lạc, Cơ Hoan và em gái là Bá Cơ phải trốn tránh. Khi Tấn Văn công về nước làm vua tìm được ông, bèn lập làm thế tử.
Năm 628 TCN, Tấn Văn công mất, Cơ Hoan lên nối ngôi, tức là Tấn Tương công.

## Chiến tranh với các nước
Nhân lúc Tấn Văn công mới mất, năm 627 TCN, Tần Mục công sai Mạnh Minh, Bạch Ất Bính và Tây Khất Thuật đi đánh Tấn.
Tấn Tương công sai Tiên Chẩn mang quân ra mai phục ở đất Hào Sơn hiểm yếu, gọi thêm quân của bộ tộc Khương, Nhung chi viện. Quân Tần lọt vào trận địa, bị quân Tấn đánh thua to. Cả ba tướng Tần đều bị bắt. Tấn Tương công còn đang mặc đồ để tang cha ra nhận tù binh. Vợ thứ của Văn công là Hoài Doanh vốn là người nước Tần, xin Tấn Tương công thả các tướng Tần về. Tương công đồng ý.
Tiên Chẩn nghe tin các tướng Tần được thả, rất tức giận vì công lao tướng sĩ đánh trận lập công bị bỏ phí, bèn chạy vào cung trách Tương công. Trong lúc tức giận, Tiên Chẩn nhổ nước bọt vào mặt ông. Tấn Tương công không trách Tiên Chẩn, sai Dương Xử Phủ đi đuổi theo bắt giữ các tướng Tần lại. Quân Tấn đuổi theo đến sông Hoàng Hà thì các tướng Tần đã có thuyền đón nên đi thoát.
Cùng năm, nước Địch phía bắc mang quân xâm lấn nước Tấn, tiến vào đất Cơ. Tiên Chẩn lại mang quân ra cự địch, đánh tan quân Địch. Tướng Khước Khuyết bắt sống được vua nước Địch. Thắng trận xong, Tiên Chẩn tự phạt mình tội vô lễ với Tấn Tương công, bèn cởi giáp và mũ trụ xông vào đám đông quân nước Địch mà chết. Quân nước Địch trả lại xác Tiên Chẩn cho nước Tấn.
Tấn Tương công cho con Tiên Chẩn là Tiên Thả Cư nối làm tướng và phong cho Khước Khuyết đất Ký Ấp. Sau đó ông lại hội quân chư hầu Trần, Trịnh cùng mang quân vây nước Hứa vì không thần phục nước Tấn mà lại theo nước Sở. Nước Hứa xin giảng hòa.
Năm 626 TCN, Tấn Tương công giận nước Vệ không triều cống và xâm lấn nước Trịnh, bèn sai Tiên Thả Cư đi đánh Vệ. Tiên Thả Cư ra quân đánh bại quân nước Vệ, chiếm đất Thích.
Năm 625 TCN, Tần Mục công lại sai Mạnh Minh mang quân đánh Tấn báo thù trận Hào Sơn. Tấn Tương công sai Tiên Thả Cư làm trung quân, Triệu Thôi làm phó tướng đi đánh Tần. Quân Tấn có quân Nhung giúp. Hai bên gặp nhau ở Bành Nha. Quân Tấn đánh bại quân Tần lần thứ hai. Mạnh Minh đại bại phải rút lui.
Tấn Tương công giận Lỗ Văn công không tới chầu bèn mang quân đánh Lỗ. Lỗ Văn công không chống nổi phải xin giảng hòa và sang chầu. Tháng 4 năm 625 TCN, Tấn Tương công không ra gặp vua Lỗ mà sai đại phu Dương Xử Phủ làm lễ ăn thề với Lỗ Văn công để hạ nhục vua Lỗ.
Tháng 6 năm đó, nước Tấn hội chư hầu ở đất Thùy Lũng, cùng với các nước Tống, Trần, Trịnh ăn thề. Đến cuối năm đó, Tấn cùng 3 nước này hội binh đánh nước Tần để báo thù việc xâm lấn hồi đầu năm. Quân Tấn chiếm đất Uông của nước Tần.
Năm 624 TCN, Tần Mục công lại mang quân sang đánh Tấn để báo thù trận thua lần trước. Quân Tần tiến đến đất Vương Quan, quân Tấn cố thủ không ra. Quân Tần thu nhặt xác quân sĩ tử trận lần trước rồi rút lui.
Năm 623 TCN, Tấn Tương công mang quân đánh Tần để báo thù trận Vương Quan. Quân Tấn đánh chiếm đất Tân Thành của nước Tần.

## Qua đời
Năm 622 TCN, một loạt công thần từ đời Tấn Văn công là Triệu Thôi, Loan Chi, Hoắc Bá, Cữu Phạm đều qua đời. Con Triệu Thôi là Triệu Thuẫn được Tấn Tương công dùng nối chức cha điều hành việc triều chính.
Tháng 8 năm 621 TCN, Tấn Tương công qua đời. Ông ở ngôi 7 năm, được xem là người kế tục được nghiệp bá của vua cha Tấn Văn công.
Thế tử Di Cao, con của Tương công và phu nhân Mục Doanh, được đại phu Triệu Thuẫn lập lên nối ngôi, tức là Tấn Linh công.

## TrongĐông Chu liệt quốc
Tấn Tương công xuất hiện trong tiểu thuyết Đông Chu liệt quốc của Phùng Mộng Long từ hồi thứ 37 đến hồi 47. Ông được mô tả khá sát với sử sách, đặc biệt là trong các cuộc chiến với nước Tần.